# Jabil Circuit
Jabil Circuit, Inc. — международная компания, оказывающая услуги по контрактному производству электроники. Штаб-квартира компании расположена в Сент-Питерсберг (Флорида). 
Третья по величине компания в мире, которая занимается контрактной сборкой сложной электроники. У Jabil имеются сотни заводов в 30 странах мира, на которых работает больше 180 тыс. сотрудников. Конечные потребители компании крупные западные корпорации, среди которых Amazon, Apple, CiscoSystems, Hewlett-Packard, Ericsson, Tesla и пр. 

## История
Название компании образовано из имён двух её основателей, Джеймса Голдена (James Golden) и Билла Мореана (Bill Morean), основавших компанию в 1966 году. Первым продуктом были печатные платы.
В 80-х — середине 90-х компания производит детали для различных производителей персональных компьютеров, таких как Dell.
Компания становится публичной в 1993 году, а в 1998 выходит на Нью-Йоркскую биржу под тикером JBL. 
В 2001 акции компании добавлены в индекс S&P 500

## Jabil в России
ООО «Джейбил» зарегистрировано в России в 2007 году, в 2009 году в Тверской области запущен завод общей площадью 27 тыс. м², где компания начала выпуск потребительской электроники по заказу известных марок: дисплеев и телевизоров (ЖК-телевизоры для японской Sony), телекоммуникационного оборудования, спутниковых и цифровых приставок, POS-терминалов и многого другого; там также располагался ремонтный центр, в котором обслуживалась бытовая и промышленная электроника. 
В 2011 запущено производство оборудования связи для американской Cisco, 
в 2012 — для французской Ingenico, а в 2016 — для шведской Axis.
В России у компании Jabil была налажена обширная партнерская сеть с точками сбора оборудования на гарантийное и послегарантийное обслуживание, включая в Москву, Санкт-Петербург, Калининград, Казань, Самару, Ростов и пр.
В мае 2022 г. Jabil объявила о закрытии завода в Твери по причине начала Росии военных действий на территории Украины . Завод приобрел российский производитель серверов и СХД «Аквариус» (переговоры по покупке завода шли ещё осенью 2021). «Аквариус» забрал к себе несколько десятков российских сотрудников с завода, которых уволила Jabil. В планах «Аквариуса» масштабировать производство до 1,5 тыс. рабочих мест.